# Veliki Jasenovac
Veliki Jasenovac (cyr. Велики Јасеновац) – wieś w Serbii, w okręgu zajeczarskim, w mieście Zaječar. W 2011 roku liczyła 287 mieszkańców.